# Bredareds landskommun
Bredareds landskommun var en tidigare kommun i dåvarande Älvsborgs län.

## Administrativ historik
I samband med att 1862 års kommunalförordningar trädde i kraft inrättades denna landskommun i Bredareds socken i Vedens härad i Västergötland.
När 1952 års kommunreform genomfördes upphörde den och gick upp i Sandhults landskommun.
Denna i sin tur upplöstes med utgången av år 1973 och området motsvarande Bredareds landskommun överfördes därmed till Borås kommun.

## Politik

### Mandatfördelning i valen 1938-1946
| 2 | 5 | 8 |

| 15 |

| 3 | 9 | 8 |

| 18 |

| 4 | 9 | 7 |

| 18 |